# Scafandru rigid articulat
Scafandrul rigid articulat (în engleză Atmospheric Diving Suit sau ADS) reprezintă o modalitate de scufundare profesională ce se efectuează cu ajutorul unei incinte etanșe rezistentă la presiunea exterioară, ce se reduce la dimensiunea corpului omenesc.
Încercări de a construi un costum articulat de scufundare care să protejeze scafandrul de presiunile adâncimilor mari, permițându-i în același timp libertatea de mișcare a mâinilor și picioarelor pentru lucru și deplasare, datează de la începutul anilor 1700.

## Istoric

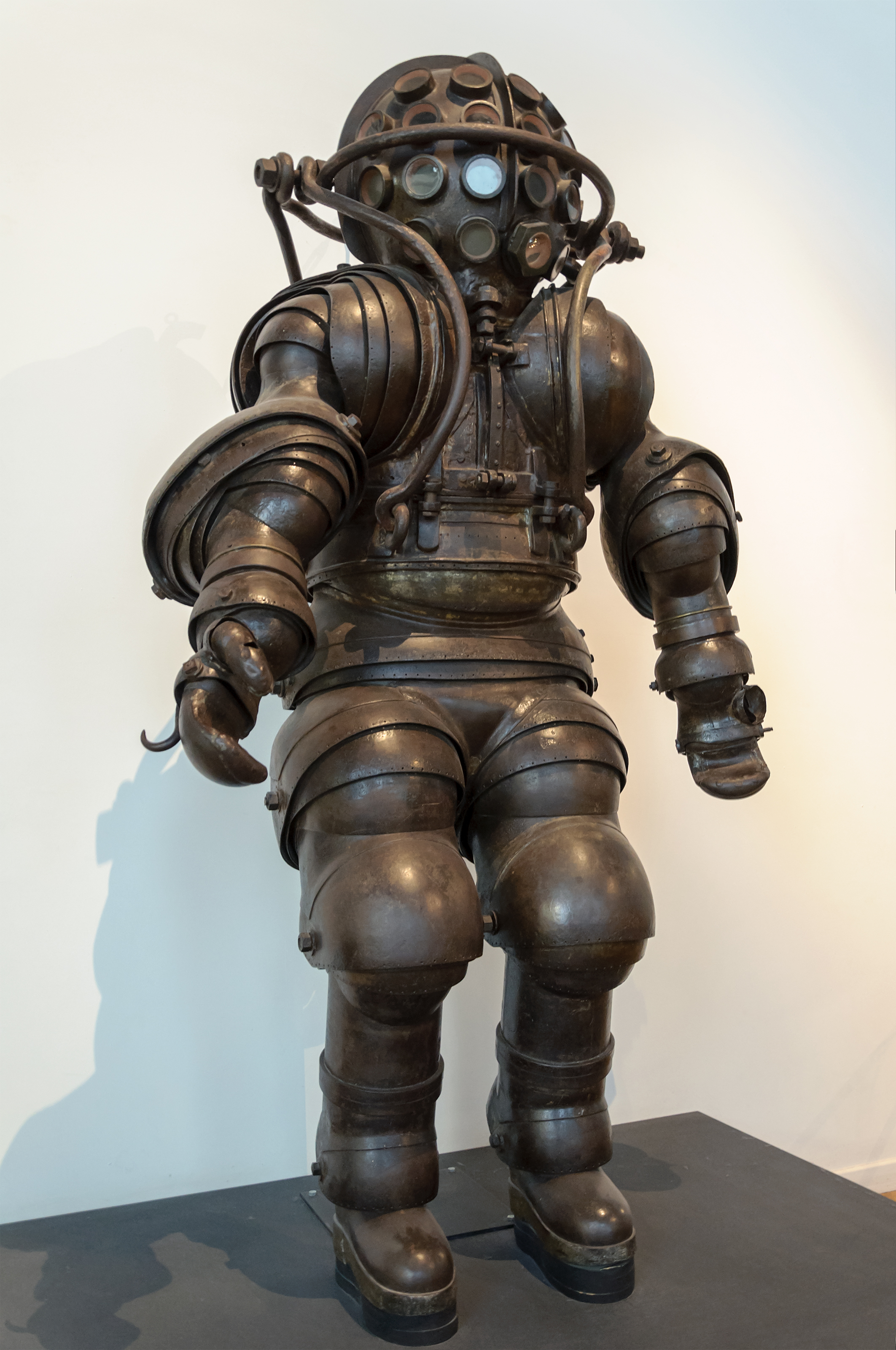
Scafandru rigid articulat, frații Carmagnolle, 1882 (Musée national de la Marine, Paris)

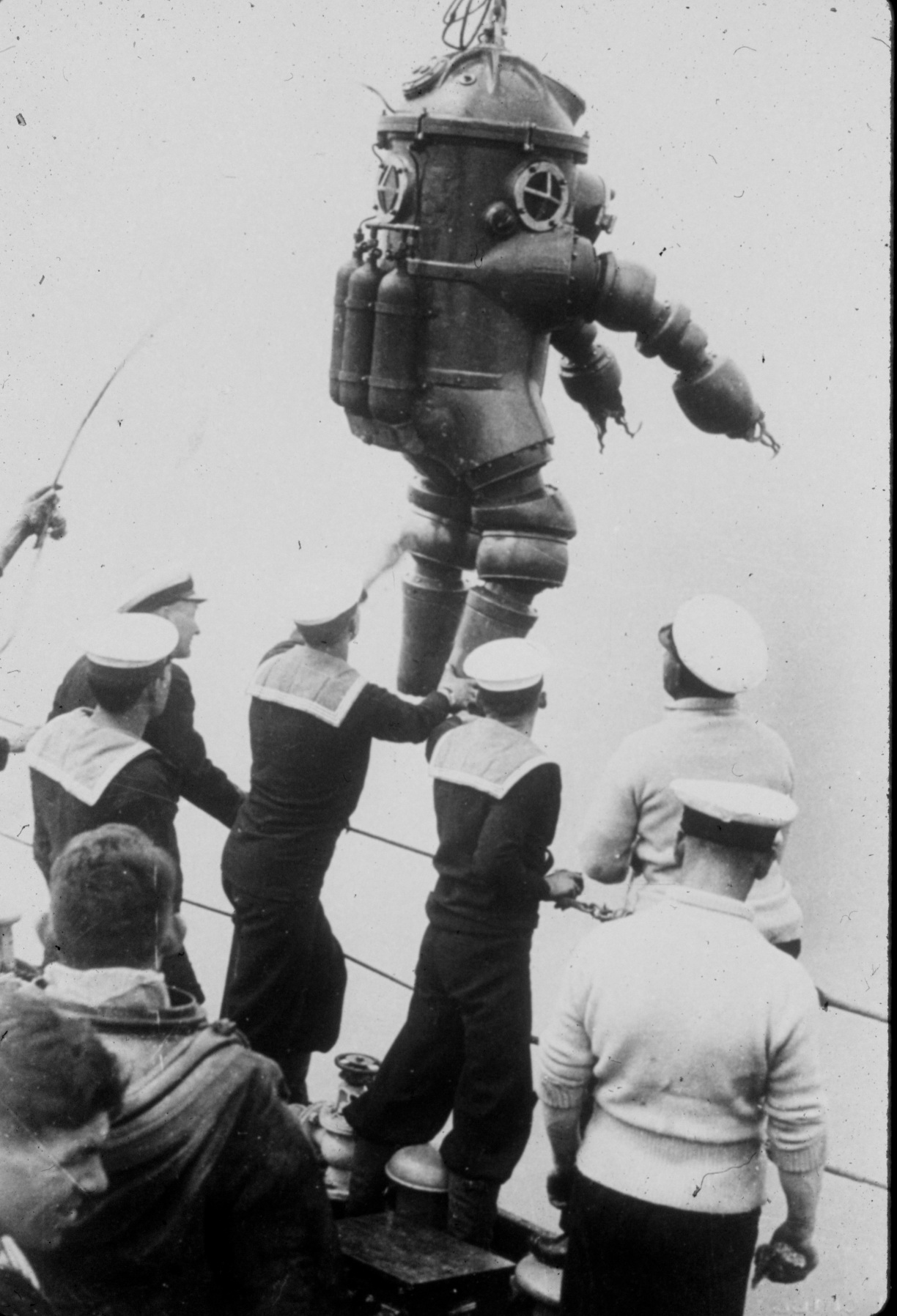
The Tritonia, la explorarea epavei Lusitania în anul 1935

1715 : John Lethbridge  construiește un aparat de scufundare de forma unei carcase din lemn de 1,8m lungime. Aparatul era prevăzut cu două orificii pentru mâini etanșate cu manșoane din piele și un iublou din sticlă de 100mm diametru. Letbridge coboară cu ajutorul carcasi la adâncimea de 16...18 m timp de 20 minute, într-o misiune de recuperare a unei cantități de argint de pe epava East Indian Vansittart care s-a scufundat în anul 1718.
1838 : englezul W.H.Taylor concepe primul scafandru rigid ce avea articulații, confecționate din piele și cu niște inele în formă de arcuri. Taylor a atașat de asemeni un rezervor de balast care se umplea cu apă pentru flotabilitate negativă.
1856 : Lodner D. Phillips concepe primul scafandru rigid articulat complet etanș. Acesta avea forma unui butoi cu capetele închise. Mâinile erau prevăzute cu articulații tip racord sferic la umeri și coate, iar picioarele la genunchi și șold. Costumul includea un rezervor de balast, un iublou, o mică elice acționată manual pentru deplasare sub apă, precum și dispozitive rudimentare de manevrare la mâini.
1882 : frații Carmagnolle din Marsilia, brevetează primul scafandru rigid articulat prevăzut la încheieturi cu secțiuni de sfere concentrice, formând o îmbinare compactă și etanșeizată cu un material impermeabil. Costumul avea 22 de astfel de articulații, patru fiind la picioare, șase la fiecare mână, și două la corp. Casca avea un număr de 25 de mici iublouri de 51mm diametru fiecare.
1894 : doi inventatori, John Buchanan și Alexander Gordon din Melbourne Australia, concep un costum rigid ce era construit pe un schelet alcătuit din sârmă spiralată acoperit cu un material impermeabil. Costumul era atașat de cască, iar la articulațiile de la mâini și picioare erau încorporate coliere metalice. Modelul a fost produs de firma Siebe Gorman și încercat în Scoția.
1914 : MacDuffy construiește primul costum rigid articulat ce folosea rulmenți pentru articulații. Costumul a fost testat în New York la adâncimea de 65m.
1915 : americanul Harry L. Bowdoin brevetează un model nou de articulație ce era umplută cu ulei. Articulațiile foloseau un mic tub în interior pentru egalizarea presiunii. Articulațiile erau în număr de 18, patru pentru fiecare mână și picior și cîte una la degetul mare. Casca avea patru iublouri, iar la piept o lampă pentru o mai bună vizibilitate sub apă.
1915 : firma Neufeld und Kuhnke din Hamburg, Germania a construit un model cu articulații tip racord sferic ce a fost utilizat la adâncimi de peste 120m cu ocazia recuperării unei cantități de aur din epava navei Egypt ce s-a scufundat în anul 1922. Cu acest costum, pentru a se obține flotabilitate negativă, apa era admisă într-un rezervor de balast din jurul corpului, iar pentru a se ridica la suprafață, apa era evacuată cu ajutorul aerului comprimat. Marina Germană a utilizat câteva astfel de costume construite de firma Neufeld und Kuhnke, care au fost capturate de aliați la sfârșitul celui de al doilea război mondial.
1917 : americanul Benjamin F. Leavitt construiește un costum de concepție proprie dintr-un aliaj de bronz și magneziu rezistent la coroziune și acoperit cu fâșii din cauciuc ce cântărea numai 160kg pe uscat și 34kg sub apă. Brațele și picioarele erau construite din tuburi de cupru cu rulmenți la articulațiile de la coate și genunchi. Casca avea patru hublouri de 13mm diametru din sticlă și comunicații radio cu suprafața. Însă elementul cel mai inovativ, constituia completa independență a costumului de alimentare prin cablu ombilical, amestecul respirator fiind furnizat de un aparat de respirat cu sistem de regenerare tip Siebe-Gorman fixat pe spatele costumului. Rezervorul avea un epurator și un regulator de oxigen iar autonomia de aproape o oră. Cu acest costum, Leavitt a efectuat mai multe scufundări la adâncimi de 55m, 67m,110m, pentru recuperarea unor încărcături din epave aflate în lacurile Michigan și Huron.
1919 : un alt american Charles H. Jackson din Boston, construiește un scafandru rigid articulat care este folosit un an mai târziu la adâncimea de 110m.
1922 : inginerul englez Joseph Salim Peress brevetează primul tip de costum prevăzut cu articulații sferice ce folosea un lichid pentru egalizarea presiunii pe care l-a numit The Tritonia. Fiecare articulație poate fi manevrată la un unghi de 40°. A fost folosit în anul 1935 cu ocazia unor încercări de a recupera o încărcătură prețioasă din epava navei Lusitania, scufundată de un submarin german în anul 1915, la adâncimea de 95m, în largul Irlandei. Greutatea costumului era de 400 kg, iar flotabilitatea negativă era obținută cu ajutorul unui lest, care, în timpul ridicării, putea fi largat. Costumul mai era prevăzut cu ghiare la brațele articulate, manevrate din interior. De asemeni, erau prevăzute comunicații radio și aparate de respirat cu sistem de regenerare tip Siebe-Gorman. Costumul a fost denumit apoi JIM, după numele scafandrului Jim Jarrett din echipa lui Peress care l-a încercat. 
1952 : Alfred A. Mikalow construiește un costum rigid articulat cu articulații tip racord sferic special pentru localizarea și recuperarea de încărcături prețioase din epave. Costumul avea limita de scufundare de 300m și a fost folosit cu succes la epava City of Rio de Janeiro la adâncimea de 100m. Era prevăzut cu un număr de șapte butelii cu aer comprimat fiecare cu capacitatea de 2,5m3 pentru respirație și reglarea flotabilității.
1960 : doi scafandrii din California, Art Broman și Torrance Parker, au folosit un costum articulat fabricat de firma Roberto Galeazzy din La Spezia Italia, pentru a recupera torpile de testare de la adâncimea de 152 m.
1969 : Firma britanică DHB Construction Ltd, în asociere cu firma engleză Underwater Marine Equipment, a realizat un model îmbunătățit al costumului original JIM. În anul 1976 costumul este folosit cu succes la adâncimea de 275m timp de aproape șase ore. Costumele JIM erau construite din aliaje de magneziu fiind rezistente la coroziune. Au fost fabricate și alte variante cum ar fi JAM construit din sticlă și material plastic ranforsat cu adâncimea maximă de lucru de 610m și SAM din aluminiu cu adâncimea maximă de 300m.
1987 : inginerul canadian Phil Nuytten concepe costumul Newt Suit cu adâncimea maximă operațională de 300m. Newt Suit este construit din aluminiu și are o autonomie de 6...8 ore.
1997 : firma Ocean Works International Corp. în colaborare cu U. S. Navy dezvoltă o variantă modernizată a costumului Newt Suit numit ADS 2000, special pentru misiuni de salvare a submarinelor. ADS 2000 este costruit din aliaj de aluminiu, are adâncimea maximă operațională de 610m și autonomia de șase ore. 
Scafandrii rigizi articulați se folosesc în prezent în mod curent la lucrări offshore, pentru adâncimi de peste 450m. Există în proiect scafandrii rigizi articulați care pot fi utilizați la adâncimi de 900m și chiar 1800m.

## Date tehnice
- Costumele actuale sunt fabricate din aliaj de magneziu tratat special pentru a preveni coroziunea
- Sunt prevăzute cu două sisteme de regenerare cu o durată totală de 20 de ore. Operatorul inspiră în mod normal și expiră într-un epurator prin intermediul unei măști oro-nazale.
- Ambianța și presiunea în interiorul costumului sunt controlate de o supapă care alimentează în mod automat oxigenul consumat.
- La exterior sunt prevăzute două butelii cu oxigen cu o capacitate de 800 litri.
- Epuratorul din interior are o capacitate de 5,5 kg de absorbant chimic al bioxidului de carbon.
- Presiunea parțială a oxigenului, presiunea în interiorul costumului și temperatura sunt înregistrate, putând fi monitorizate, atât de operator, cât și de la suprafață.
- Sistemul de comunicații cu suprafața al costumului este realizat prin cablu.
- Atunci când costumul nu este utilizat cu un cablu de susținere de la suprafață, comunicațiile se pot realiza printr-un sistem radio.
- Articulațiile membrelor superioare și inferioare pot fi manevrate la un unghi de 400 și sunt umplute cu un lichid special
- Lestul cu care este prevăzut costumul poate fi folosit pentru reglarea flotabilității și poate fi largat din interior pentru a se obține flotabilitate pozitivă în cazul unei urgențe.
- Scafandrul rigid articulat ocupă o suprafață de aproximativ 2 m2, are o înalțime de 2m, o greutate de aprox. 400 kg, iar în apă poate avea o greutate de 27 kg.

## Avantaje
Avantalele unui scafandru rigid articulat sunt multiple:
- se poate lucra la mare adâncime, pentru lungi perioade de timp, fără a necesita decompresie.
- se pot efectua lucrări offshore la platformele de foraj marin, cum ar fi: inspectarea unor structuri submerse, atașarea unor cuplări hidraulice, atașarea cablurilor-ghid ale prevenitorilor de erupții etc.
- se pot folosi la aproape orice tip de lucrări de construcții, reparații, întreținere, inspecții și ranfluări de nave;
- costumul poate fi transportat și cu ajutorul elicopterului;
- preț de cost mult mai scăzut față de lucrările efectuate în sistemul turelă-cheson de mare adâncime, în special la lucrări de foraj unde majoritatea lucrărilor se efectuează la gura puțului de foraj și la prevenitorul de erupții.

## Dezavantaje
Scafandrul rigid articulat prezintă o serie de dezavantaje cum ar fi: 
- deplasarea greoaie, în special pe fund moale și curenți puternici;
- efectuarea lucrărilor este lentă, deoarece operatorul nu posedă un simț tactil extern;
- costumul nu poate fi utilizat fără o vizibilitate subacvatică adecvată.